# 印度的去工业化
1757年—1947年，英国殖民势力主导了印度的去工业化（英語：De-industrialisation of India），据统计印度制造业产值在世界制造业产出中的占比从1750年24.5%下降到1947年的仅2.4%，与之相对英国等西方国家通过印度的去工业化将印度改造为了原材料产地和商品倾销地，并以此攫取了大量财富和利益反哺自身，进而占据了世界制造业的主导地位。
印度的去工业化进程始于英国东印度公司的统治，1757年至1858年间东印度公司统治下，英国通过贸易保护措施限制印度商品在英国管辖区域内（包括英属印度）的销售，并且以豁免关税和配额的手段促进英国工业制成品在印度的销售。至19世纪，英国取代印度成为世界上最大的纺织品制造国，而印度则在1858年彻底成为了英国的殖民地，直至1947年印度独立。
印度的去工业化既有内因也有外因。随着18世纪统治印度的莫卧儿帝国衰弱，印度社会整体动荡，粮食供应出现危机，对纺织业及其上游的棉花种植业造成冲击，制造业成本因此飙升。英国的乘虚而入更是令印度脆弱的纺织业雪上加霜。英国对印度棉料向国内纺织业出口大开绿灯，但对殖民地的棉纺织业主征收不公平的关税并克以重税。印度成为英国产棉纱和布料的主要市场之一，并成为英国谷物的主要供应国之一；与1800年相比，20世纪棉花价格下降了三分之一以上。
英国对印度最大的工业投资在于遍及全次大陆的铁路系统，然而这一系统主要用于输出印度的资源，并没有起到促进工业发展的作用。英国通过行政手段限制了印度工业技术发展，以铁路机车为例子，印度从1870年开始自主研发机车技术，然而到了1912年英国殖民当局禁止印度自行生成铁路机车，印度在这项技术上不得不仰赖于英国等西方国家。 